# Ispánmező
Ispánmező (románul Spermezeu), település Romániában, Erdélyben, Beszterce-Naszód megyében.

## Fekvése
Bethlentől északra, az Ilosva-patak völgyében, Kisdebrek, Szita és Kiskaján közt fekvő település.

## Története
Ispánmező nevét 1456-ban említette először oklevél Ispanmezew néven.
1560-ban Espánmezew, 1576-ban Ispan-Mezew, 1607-ben Espan-Mezeö, 1773-ban Nuzamező, 1750-ben Spelmezeu, Ispánmező néven írták
.
Nevét valószínűleg comes = ispán nevű egykori birtokosáról vagy ilyen nevű alapítójától vette.
1665 körüli években Ispánmezőről 40-50 román család költözött le a környező elpusztult falvakba. A fennmaradt adatok szerint 14 faluba szóródtak szét.
Ispánmező kezdettől fogva a Harinnay Farkas család birtoka és Szészárma tartozéka volt.
1456-ban V. László király Ispánmezőt Harinnay Farkas Jánostól annak hűtlensége miatt elvette , és Farkas Tamás fiainak János és Miklós nevű fiainak adományozta.
1485-ben Farkas Tamás királyi beleegyezéssel – utód nélküli halála esetére örökösévé Héderfáy Mihályt tette.
1502-ben Farkas Tamás fia János is örökös nélküli halála esetére sógorát Bikli Jánost tette meg Ispánmező örökösévé. 1560-Farkas Farkas birtokának írták, 1576-ban azonban Báthory István fejedelem a hűtlené vált Harinnay Farkas János e birtokát Báthory Kristófnak adományozta oda.
1598-ban birtokosa Bellő, másképp Balássi György, ki azt mindenesetre Báthory Zsigmondtól Báthory András bibornok hűtlensége miatt kapta adományba. Kenéze ekkor Demeter Balázs volt.
1602 körül Basta idejében Szamosújvárhoz csatolták több szomszédos községekkel együtt. Básta Ispánmezőt Széplaki Czepán Demeternek adta.
1618-ban Kun István birtokának írták, 1655-ben pedig Nápolyi György özvegye Kun Katalin a birtokosa, és a Nápolyiaké és azok leszármazottaié volt még az 1800-as években is.
1768-ban és az 1800-as években is nagy pestisjárvány volt a településen.
1863-ban Ispánmező vásártartási jogot nyert évenként két alkalomra; őszre és tavaszra.
1910-ben 1504 lakosából 31 magyar, 206 német, 1251 román volt. Ebből 1226 görögkatolikus, 35 görögkeleti ortodox, 228 izraelita volt.
A trianoni békeszerződés előtt Szolnok-Doboka vármegye Bethleni járásához tartozott.

## Nevezetességek
- Görögkatolikus temploma  – az 1900-as évek elején kettő is volt, egy fatemplom és egy kőtemplom, melyet 1712-ben szenteltetett föl szűz Mária tiszteletére. Anyakönyvet 1829-től vezetnek.